# Agathemeridae
Agathemeridae zijn een familie van de wandelende takken (Phasmatodea). Ze hebben de kunst van de camouflage tot op grote hoogte gedreven en lijken sterk op al dan niet dorre takken, zodat ze voor hun natuurlijke vijanden moeilijk te ontdekken zijn. Alle insecten in deze familie komen voor in bergachtige gebieden in Argentinië, Chili en Peru.

## Taxonomie
- Geslacht Agathemera - Stål, 1875[1]